# Edificio Joseph Gire
El Edificio Joseph Gire, más conocido como A Noite, es un rascacielos ubicado en la Plaza Mauá, en el Centro de Río de Janeiro, Brasil. Construido en 1927, es considerado un hito arquitectónico en el país. Don 102 m de altura, fue el edificio más grande de América Latina. Mide 84,47 metros, tiene 22 pisos. Fue el más alto de América Latina desde su inauguración en 1928 hasta 1934.

## Historia
El edificio fue erigido en un extremo de la Avenida Central (ahora Avenida Rio Branco), en Plaza Mauá, cerca del Puerto de Río de Janeiro. El lugar había sido ocupado anteriormente por el Liceu Literário Português, que se trasladó a Largo da Carioca, donde aún se encuentra.
Los responsables del proyecto arquitectónico fueron el arquitecto francés Joseph Gire (también responsable del Hotel Copacabana Palace) y el arquitecto brasileño Elisário Bahiana. Fue construido entre 1927 y 1929 utilizando la nueva tecnología del concreto armado, dando un gran impulso a la ingeniería que se practicaba en Brasil en ese momento. Los cálculos estructurales fueron realizados por el ingeniero Emílio Henrique Baumgart, posteriormente responsable del Ministerio de Educación y Cultura. Tanto las fachadas como las áreas comunes internas revelan influencias del estilo art déco, aunque el interior no ha sido caracterizado por reformas modernas.
Con 22 pisos y una altura de 102 metros, superó al Edificio Jornal do Brasil como el edificio más alto de Río de Janeiro.  y
El edificio fue inicialmente la sede del periódico vespertino A Noite. También sirvió como un Mirador que ofrecía una vista privilegiada de la ciudad y la Bahía de Guanabara. A partir de 1937, sin el periódico, fue anfitrión de la Rádio Nacional, de gran popularidad gracias a los programas de radio y telenovelas. Por el auditorio de la radio pasaron grandes cantantes como Sílvio Caldas, Francisco Alves y Orlando Silva, así como el arreglista Radamés Gnattali. También fue sede de empresas y restaurantes, uno de ellos en la terraza.
Con el tiempo, el área que rodeaba A Noite y el edificio en sí se deterioró, pero hay planes para una restauración. Antiguamente fue la sede del Instituto Nacional de la Propiedad Industrial (INPI), hoy, sin embargo, el INPI se ubica en otros dos edificios cercanos.
En octubre de 2020 el Gobierno de la ciudad anunció que sería subastado.

### Importancia
Además de la relevancia cultural, ya que albergó a la Radio Nacional en el apogeo de la Era dorada, el edificio "A Noite" fue un hito arquitectónico y urbano. En términos formales, el edificio estaba más cerca de los modelos de rascacielos norteamericanos como los que componían el paisaje de Chicago, muy lejos de los modelos europeos hasta ahora favorecidos en Brasil. En el área de Plaza Mauá, "A Noite" era tan alto que una composición urbana armoniosa con los edificios circundantes era imposible. A partir de la construcción del edificio "A Noite" se inició el proceso de verticalización de la ciudad, que se prolongó durante décadas.
Con 22 pisos y una altura de 84 metros, superó al Edificio Jornal do Brasil como el edificio más alto de Río de Janeiro. Fue el más alto de América Latina en la década de 1930 hasta que fue superado por el Edificio Martinelli, inaugurado en 1934. Fue a su vez el edificio de cemento armado más alto del mundo hasta que lo superó el Edificio Kavanagh en Buenos Aires.